# Paragus constrictus
Paragus constrictus is een vliegensoort uit de familie van de zweefvliegen (Syrphidae). De wetenschappelijke naam werd gepubliceerd in 1986 door Šimić.